# Hiệp ước Verdun

Die Gebietsaufteilung im Vertrag von Verdun 843

Hiệp ước Verdun (tiếng Latinh: Foedus Virodunense, tiếng Đức: Vertrag von Verdun, tiếng Pháp: Traité de Verdun, tiếng Ý: Trattato di Verdun) ký ngày 10/8/843, là hiệp ước đầu tiên trong số các hiệp ước chia nhỏ đế quốc Caroling thành ba vương quốc cho ba người con của Louis Mộ Đạo, con trai kế vị Charlemagne. Hiệp ước được ký tại Verden-sur-Meuse và giúp chấm dứt cuộc nội chiến huynh đệ tương tàn ba năm trời sau cái chết của Louis Mộ đạo năm 840. Hiệp ước phản ánh cách chia gia sản giữa các con trai theo tập tục của bộ tộc Frank, vốn dẫn đến tình trạng cát cứ khắp châu Âu thời hậu Caroling. Theo Hiệp ước thì:
- Lothair, hoàng tử cả, giữ danh hiệu hoàng đế và nắm phần trung tâm đế chế bao gồm: các miền Pays-bas (Hà Lan và Bỉ ngày nay), Lorraine, Bourgogne, Alsace (hợp lại thành miền Đông Pháp ngày nay), và vương quốc Ý (tức miền bắc Ý ngày nay), bao gồm hai trung tâm của đế chế là Aachen và Rôma. Miền này gọi chung là Trung Frank.
- Ludwig Người Đức nhận tất cả phần phía đông sông Rhine (phần lớn nằm trên lãnh thổ Đức và Áo ngày nay) và phần nam và đông của Ý, được gọi là Đông Frank. Miền này về sau trở thành đế quốc La Mã Thần thánh.
- Charles Hói nhận phần phía Tây, gồm phần lớn nước Pháp ngày nay, miền đất được gọi là Tây Frank, về sau trở thành nước Pháp trung đại.

## Mốc lịch sử
Hiệp ước Verdun được xem là điểm khởi đầu cho một quá trình phát triển, đưa đến sự hình thành nước Pháp và nước Đức trong thời Trung kỳ Trung Cổ.